# Sam (mascotte)
Pour les articles homonymes, voir Sam.
Sam est le nom de la mascotte des Jeux olympiques d'été de 1984 de Los Angeles représentant un pygargue à tête blanche, un des symboles des États-Unis. Sa figure a été réalisée par C. Robert Moore, directeur artistique de la société Disney et illustrateur notamment de Donald Duck. Elle possède des similitudes avec le personnage de Sam dans l'attraction America Sings.
Il porte un chapeau aux couleurs du drapeau national et un nœud papillon rouge à l'image d'Oncle Sam, symbolisant la culture américaine.
Avant de devenir un aigle, l’animal choisi pour illustrer les Jeux de Los Angeles était un ours, emblème de la Californie. L’idée fut abandonnée car elle avait déjà été utilisée pour les Jeux de Moscou avec la mascotte Misha.

## Série animée
Au Japon, une série d'anime a été diffusée sur TBS en 1983 avec 52 épisodes. Sam, un détective a été transformé en mascotte et avec son assistante, Mlle Canary et son frère Gooselan, il se bat maintenant contre la corruption en utilisant la magie des cinq anneaux olympiques sur son chapeau.